# Pugiodens
Pugiodens is een geslacht van uitgestorven zoogdieren uit de familie Paroxyclaenidae dat tijdens het Eoceen in Europa leefde. De typesoort is Pugiodens mirus.

## Fossiele vondsten
Fossielen van Pugiodens zijn gevonden in het Geiseldal in Duitsland en dateren uit Midden-Eoceen met een ouderdom van 45 miljoen jaar (European land mammal age Geiseltalian).

## Kenmerken
Vermoedelijk was Pugiodens een frugivoor. Het lichaamsgewicht wordt geschat op circa 2,2 kilogram.